# Merilia
Merilia es un género de insecto coleóptero de la familia Chrysomelidae.

## Especies
Las especies de este género son:
- Merilia bipartita Tan & Wang, 1981
- Merilia convexicollis Medvedev, 1993
- Merilia curvipes Medvedev, 1993
- Merilia flavipes Medvedev, 1993